# Тотю Гъбенски
Тотю Панайотов Гъбенски е български адвокат, колекционер и дарител.

## Биография
Роден е през 1899 г. в Трявна. Учи в Априловската гимназия в Габрово и право в Софийския университет „Свети Климент Охридски“. В продължение на 65 години събира картини, рисунки и графики на талантливи български художници. През 1983 г. чрез Национален дарителски фонд „13 века България“ дарява 413 картини, рисунки и скици на 80 български и 12 чуждестранни художници от своята колекция на град Трявна. Произведенията, принадлежащи на автори като Владимир Димитров-Майстора, Димитър Гюдженов, Константин Щъркелов, Петър Морозов, Илия Бешков, Павел Тодоров, Лауренци, Райко Алексиев, Марио Жеков, Никола Златев, Васил Стоилов, Борис Денев, Здравко Алексиев, Димитър Вълканов, Георги Лазов, Никола Танев, Кирил Матеев, Борис Шаров, Никола Маринов, Димитър Казаков, Кирил Христов и др. са изложени в галерия „Гъбенски“ в Трявна, собственик е Дарителски фонд „13 века България“.
Тотю Гъбенски умира през 1996 г.